# BAD TIMES
『BAD TIMES』（バッドタイムス）は、RIP SLYMEのB面集。2010年12月1日発売。

## 概要
- デビュー10周年を記念して発売された初の裏ベストアルバム。収録曲は基本的に発売順での収録である。
- 2000年～2010年まで発売された全てのマキシシングルのB面と計7枚のオリジナル・アルバムに収録されている曲の中からメンバー自身が投票対象曲30曲をファン投票で選ぶ『BAD TIMES』選曲ダービーの上位10曲が収録されている。シングルからオリジナル・アルバムに収録されたものは対象外。
- ジャケットはベストアルバム『GOOD TIMES』と同じく赤塚不二夫のスタジオであるフジオプロダクションが担当。『BAD TIMES』用に書き下ろされた不良バカボン風キャラにしている。
- 『GOOD TIMES』の収録曲「Good Times」の砂原良徳によるリミックス「Good Times (Bad Times remix) by Y. Sunahara」を収録、そして初回盤には「SCAR」、「マタ逢ウ日マデ2010〜冨田流〜」、「星に願いを」、「Good Times(※3D仕様)」のPVと「GOOD TIMES」のテレビCMの2バージョンを収録した豪華内容のDVDと3Dメガネ 、ポスター 、ステッカーの3大豪華特典を封入したお宝箱風ちょいワルBOX仕様となっている。
　「Good Times」、「星に願いを」のＰＶは、ジャケットと同じくフジオプロダクションが担当したアニメＰＶになっている。。

## 収録曲

### Disc 1 「2000-2003」
1. 完全試合
（作詞：RYO-Z, ILMARI, PES, SU　作曲：DJ FUMIYA）
maxi「マタ逢ウ日マデ」のカップリング曲。
2. AIR CONDITIONER
（作詞：RYO-Z, ILMARI, PES, SU　作曲：DJ FUMIYA）
maxi「STEPPER'S DELIGHT」のカップリング曲。
3. BLOSSOM
（作詞：RYO-Z, ILMARI, PES, SU　作曲：DJ FUMIYA）
maxi「雑念エンタテインメント」のカップリング曲。1stアルバム『FIVE』にも収録。
4. FRESH
（作詞：RYO-Z, ILMARI, PES, SU　作曲：DJ FUMIYA）
BAD TIMES選曲ダービー 投票2位。
1stアルバム『FIVE』に収録。
5. ジャッジメント （feat.BLACK BOTTOM BRASS BAND&KYON）
（作詞・作曲：PHILEMON HOU/HARRY ELSTON）
BAD TIMES選曲ダービー 投票10位。
1stアルバム『FIVE』に収録。
6. Today
（作詞：RYO-Z, ILMARI, PES, SU　作曲：PES）
maxi「One」のカップリング曲。
7. DISCO-MMUNICATION
（作詞：RYO-Z, ILMARI, PES, SU　作曲：DJ FUMIYA）
maxi「FUNKASTIC」のカップリング曲。
8. HOME
（作詞：RYO-Z, ILMARI, PES, SU　作曲：ILMARI）
maxi「FUNKASTIC」のカップリング曲。
9. Bright in time
（作詞：RYO-Z, ILMARI, PES, SU　作曲：DJ FUMIYA）
maxi「楽園ベイベー」のカップリング曲。
10. By the Way
（作詞・作曲：RIP SLYME）
BAD TIMES選曲ダービー 投票7位。
2ndアルバム『TOKYO CLASSIC』に収録。
11. 花火
（作詞・作曲：RIP SLYME）
BAD TIMES選曲ダービー 投票4位。
2ndアルバム『TOKYO CLASSIC』に収録。
12. WHY
（作詞・作曲：RIP SLYME）
maxi「BLUE BE-BOP」のカップリング曲。
13. VIP SLYME
（作詞・作曲：RIP SLYME）
maxi「BLUE BE-BOP」のカップリング曲。
14. BOUND to REBOUND
（作詞・作曲・編曲：RIP SLYME）
maxi「JOINT」のカップリング曲。
15. チェッカー・フラッグ
（作詞：RYO-Z, ILMARI, PES, SU　作曲：DJ FUMIYA）
BAD TIMES選曲ダービー 投票5位。
3rdアルバム『TIME TO GO』に収録。
16. 虹 （作詞：RYO-Z, PES, SU　作曲：PES）
BAD TIMES選曲ダービー 投票3位。
3rdアルバム『TIME TO GO』に収録。

### Disc 2 「2003-2010」
1. ミニッツ・メイド
（作詞：RYO-Z, ILMARI, SU　作曲：DJ FUMIYA)
BAD TIMES選曲ダービー 投票1位。
3rdアルバム『TIME TO GO』に収録。
2. ジグソウル
（作詞：RYO-Z, ILMARI, PES, SU 作曲・編曲：DJ FUMIYA）
maxi「Dandelion」のカップリング曲。
3. Twilight
（作詞：RYO-Z, ILMARI, PES, SU 作曲・編曲：DJ FUMIYA）
maxi「Dandelion」のカップリング曲。
4. SPASSO
（作詞：RYO-Z, ILMARI, PES, SU　作曲：PES）
maxi「黄昏サラウンド」のカップリング曲。
5. M・I・L・K
（作詞：RYO-Z, PES, SU　作曲：DJ FUMIYA）
BAD TIMES選曲ダービー 投票6位
4thアルバム『MASTERPIECE』に収録。
6. slowdown
（作詞：RYO-Z, ILMARI, PES, SU　作曲：SU）
maxi「Hot chocolate」のカップリング曲。
7. ナイトライダー [RIP SLYME ver.]
（作詞：RIP SLYME　作曲：RIP SLYME／くるり）
maxi「ラヴぃ」のカップリング曲。
8. Night Flight
（作詞：RYO-Z, ILMARI, PES, SU　作曲：DJ FUMIYA）
maxi「ブロウ」のカップリング曲。
9. Present
（作詞：RYO-Z, ILMARI, PES, SU　作曲：PES）
BAD TIMES選曲ダービー 投票8位。
5thアルバム『EPOCH』に収録。
10. UNPLUGGED
（作詞：RYO-Z, ILMARI, PES, SU　作曲：ILMARI and Hirotaka Mori）
maxi「熱帯夜」のカップリング曲。
11. obsession
（作詞：RYO-Z, ILMARI, PES, SU　作曲：DJ FUMIYA）
maxi「SPEED KING」のカップリング曲。
12. 残念ボーイ
（作詞：RYO-Z, ILMARI, PES, SU　作曲：Yu-ki Nakamura and ILMARI）
BAD TIMES選曲ダービー 投票9位。
6thアルバム『FANFAIR』に収録。
13. Supa Sonic
（作詞：RYO-Z, ILMARI, PES, SU　作曲：PES）
maxi「太陽とビキニ」のカップリング曲。
14. Supreme
（作詞：RYO-Z, ILMARI, PES, SU　作曲：RAYMOND JONES）
maxi「STAIRS」のカップリング曲。
15. トゥナイト
（作詞：RYO-Z, ILMARI, PES, SU　作曲：DJ FUMIYA）
maxi「マタ逢ウ日マデ2010〜冨田流〜」のカップリング曲。
16. Good Times (Bad Times remix) Remixed By Y.Sunahara
新曲。ユニバーサル・ピクチャーズ配給映画『怪盗グルーの月泥棒 3D』日本版主題歌。

### Disc 3 「SPECIAL BAD TIMES MOVIES」
1. マタ逢ウ日マデ 2010～冨田流～ /MUSIC VIDEO
2. SCAR /MUSIC VIDEO
3. GOOD TIMES /TVCM
4. Good Times /3D ANIMATION･MUSIC VIDEO
5. 星に願いを /ANIMATION･MUSIC VIDEO